# H2-receptorantagonist
De H2-receptorantagonisten zijn een type maagzuurremmers, medicijnen die de afgifte van maagzuur remmen. H2-antagonisten doen dit door een binding aan te gaan met H2-receptoren in de maagwand. H2-receptoren worden normaal geactiveerd door histamine. Ze kunnen toegepast worden bij klachten als zuurbranden en maagzweer, maar pakken de oorzaak van deze klachten niet aan.
De volgende H2-receptorantagonisten bestaan:
- Cimetidine (Tagamet®)
- Famotidine (Pepcid®)
- Nizatidine (Axid®)
- Ranitidine (Zantac®) - in België en Nederland uit de handel genomen sinds 2019
- Roxatidine

De laatste is in Nederland niet als geneesmiddel geregistreerd.

## Overig
- Andere maagzuurremmende medicijnen zijn antacida (die zuur neutraliseren) en protonpompremmers. H2-receptorantagonisten zijn effectiever dan de antacida, maar minder effectief dan protonpompremmers.
- De klassieke Antihistaminica remmen een ander type histaminereceptor, namelijk H1. Deze worden vooral toegepast tegen allergische klachten.